# LHS 1723
Désignations
LHS 1723, ou encore GJ 3323, est une étoile rouge de la séquence principale, appelée communément naine rouge, de type spectral M4.0, située dans la constellation de l'Éridan à 17,5 années-lumière de la Terre.

## Historique des observations
Le premier nom attribué à la découverte de cette étoile est LP 656-38, indiquant que la découverte a été publiée entre 1963 et 1981 par l'Université du Minnesota, Minneapolis. « LP » signifiant « Luyten, Palomar ».
La désignation LHS 1723 est utilisée au moins à partir de 1979, lorsque les catalogues d'objets LHS et NLTT — référençant des objets à mouvement propre élevé — ont été publiés par Willem Jacob Luyten. Cet objet sous cette désignation est donc inclus dans ces catalogues,.

## Mesure de la distance
En 1982 Wilhelm Gliese a publié la distance photométrique de LHS 1723 (161 mas, milliarcsecondes), et en 1991 l'objet a été inclus dans la troisième version préliminaire du catalogue des étoiles proches de Gliese et Jahreiss sous la dénomination NN 3323, également désigné sous GJ 3323, avec une parallaxe photométrique de 163 ± 26,0 mas.
Sa parallaxe trigonométrique restait inconnue jusqu'en 2006, date à laquelle elle a été publiée par l'équipe 
RECONS. La parallaxe était de 187,92 ± 1,26 mas.

## Système planétaire
Le 15 mars 2017, deux planètes en orbite autour de l'étoile LHS 1723 ont été détectées par le télescope HARPS. La planète intérieure, GJ 3323 b, peut orbiter dans la zone habitable circumstellaire de son étoile.
| Planète | Masse          | Demi-grand axe (ua) | Période orbitale (jours) | Excentricité | Inclinaison | Rayon |
| ------- | -------------- | ------------------- | ------------------------ | ------------ | ----------- | ----- |
| b       | 2,02 ± 0,25 M🜨 | 0,032 82            | 5,363 6 ± 0,000 7        | 0,23 ± 011   |             |       |
| c       | 2,31 ± 0,50 M🜨 | 0,126 4             | 40,54 ± 0,21             | 0,17         |             |       |